# Função de vértice
Na eletrodinâmica quântica, a função de vértice descreve o acoplamento entre um fóton e um elétron além da ordem principal da teoria das perturbações. Em particular, é a função de correlação irredutível de uma partícula envolvendo o férmion {\displaystyle \psi }, o antifermion {\displaystyle {\bar {\psi }}} e o potencial vetorial A.

## Definição

A correção de um loop para a função de vértice. Esta é a contribuição dominante para o momento magnético anômalo do elétron.

A função de vértice {\displaystyle \Gamma ^{\mu }} pode ser definida em termos de uma derivada funcional da ação efetiva Seff as
{\displaystyle \Gamma ^{\mu }=-{1 \over e}{\delta ^{3}S_{\mathrm {eff} } \over \delta {\bar {\psi }}\delta \psi \delta A_{\mu }}}
A contribuição dominante (e clássica) para {\displaystyle \Gamma ^{\mu }} é a matriz gama {\displaystyle \gamma ^{\mu }},  o que explica a escolha da letra. A função de vértice é restringida pelas simetrias da eletrodinâmica quântica — Invariância de Lorentz; invariância de calibre ou transversalidade do fóton, conforme expresso pela identidade de Ward; e invariância sob paridade - para assumir a seguinte forma:
{\displaystyle \Gamma ^{\mu }=\gamma ^{\mu }F_{1}(q^{2})+{\frac {i\sigma ^{\mu \nu }q_{\nu }}{2m}}F_{2}(q^{2})}
onde {\displaystyle \sigma ^{\mu \nu }=(i/2)[\gamma ^{\mu },\gamma ^{\nu }]}, {\displaystyle q_{\nu }} é o quadrimomento de entrada do fóton externo (no lado direito da figura), e F1(q2) e F2(q2) são fatores de forma que dependem apenas da transferência de momento q2.  No nível da árvore (ou ordem inicial), F1(q2) = 1 e F2(q2) = 0.  Além da ordem inicial, as correções para F1(0) são exatamente cancelados pela renormalização da intensidade do campo. O fator de forma F2(0) corresponde ao momento magnético anômalo a do férmion, definido em termos do fator g de Landé como:
{\displaystyle a={\frac {g-2}{2}}=F_{2}(0)}